# El Papa-Moscas
El Papa-Moscas fue un periódico de la ciudad de Burgos, el más importante de finales del siglo XIX y principios del XX. Su nombre es un homenaje al Papamoscas, autómata que señala las horas con su campana en la catedral de Burgos. De carácter liberal moderado y tono satírico, El Papa-Moscas se erigió en defensor de los intereses económicos de Castilla y de las clases medias.

## Primera época (hasta 1870)
Fue fundado por el librero Calixto Ávila y dirigido por Cesáreo Hernando, quien empleaba en sus artículos el pseudónimo de El sastre de la mala tijera. Su periodicidad era semanal.

## Segunda época (1878-1920)
Editado por un colaborador de la primera época, Jacinto Ontañón-Enríquez, quién resucitó la publicación y le dio un carácter satírico. Ontañón-Enríquez firmaba sus colaboraciones con el pseudónimo de Martinillo (nombre de otro autómata de la catedral de Burgos que con sus campanas señala los cuartos de hora).